# 銚子市
銚子市（「銚」；日语：／ Chōshi shi */?）是位於日本關東地方東部，千葉縣東北部的城市，是關東平原最東端，利根川流經該市北部之後注入太平洋。為日本少數的幾個漁港城市之一，除了漁業之外，醬油釀造也是銚子當地非常重要的產業之一。
位於銚子市最東端的犬吠埼是當地有名的觀光景點，也是日本每年元旦時觀賞元旦日出的熱門地點之一，日本動畫聖誕之吻也在此取景。

## 地理
位於東京半徑100公里圈內，是關東平原的最東端，北至利根川，東與南面太平洋。江戶時代開發利根川水運，並發展醬油釀造業與漁業。農業以露地蔬菜為主。
銚子市在地形上分為利根川沿岸低地與北總台地兩大部分，土壤表層為關東壤土層。愛宕山（標高73.6公尺）為北總台地最高峰。水田分布在台地山間的谷津田及利根川沿岸，農田多在台地平坦地區。
市域
- 東西16.2km、南北12.8km

自然
- 河川：利根川（在此地注入太平洋）

### 氣候
屬海洋性氣候。濕度高，年均溫約15℃，夏涼冬暖。
銚子市在夏季是關東平原中，高溫較少超過30℃的都市，也極少有熱帶夜。另一方面，冬季時與南九州一樣較為溫暖，氣溫較少低於冰點以下，降雪非常稀少。
由於風力強勁，此地共有34座風力發電廠風車。

### 鄰接自治體
- 千葉縣
  - 旭市
  - 香取郡東庄町
- 茨城縣
  - 神栖市

## 歷史

### 地名由來
原稱「銚子口」。「銚子」為一種開口狹小酒器。因利根川出海口狹小，內部河道較為寬廣，形似銚子而得名。1889年（明治22年）4月1日「市制町村制」施行，「銚子」成為行政區劃名稱。

### 銚子漁港
現在的銚子漁港以高漁獲量聞名，但過去曾是日本三大海難所之一。利根川河口附近的千人塚（銚子市川口町2丁目）是1616年（慶長19年）10月25日銚子沖強風造成千人以上漁民喪生的地點。

### 沿革

#### 市制施行以前
- 1889年（明治22年）4月1日－新生村、荒野村、今宮村合併施行町制。海上郡（日语：海上郡）銚子町（日语：銚子町）誕生。
- 1897年（明治30年）6月1日－銚子站開業。
- 1923年（大正12年）7月5日－銚子鐵道線（現在的銚子電氣鐵道線）開業。

#### 市制施行後
- 1933年（昭和8年）
  - 2月11日－海上郡銚子町、本銚子町（日语：本銚子町）、西銚子町（日语：西銚子町）、豐浦村（日语：豊浦村 (千葉県海上郡)）合併施行市制。銚子市誕生（縣內次於千葉市施行市制的自治體）。
  - 3月11日－國鐵佐松線全線開通。
- 1937年（昭和12年）
  - 2月11日－海上郡高神村（日语：高神村）、海上村（日语：海上村 (千葉県海上郡)）編入。
  - 4月1日－銚子市立銚子中學校（現銚子市立銚子高等學校（日语：銚子市立銚子高等学校））開校。
- 1943年（昭和18年）4月1日－千葉縣立銚子水產學校（後千葉縣立銚子水產高等學校（日语：千葉県立銚子水産高等学校）。已與他校合併）開校。
- 1945年（昭和20年）
  - 3月9日～3月10日－B29轟炸機轟炸。
  - 7月19日～7月20日－約150架B29轟炸機轟炸銚子至鹿島灘沿岸。「銚子空襲（日语：銚子空襲）」
  - 8月1日－ B29爆轟炸機轟炸。
- 1946年（昭和21年）6月6日－昭和天皇前往災區視察行幸。
- 1954年（昭和29年）4月1日－海上郡船木村（日语：船木村 (千葉県)）、椎柴村（日语：椎柴村）編入。
- 1953年（昭和28年）5月18日－制定國道124號（日语：国道124号）與國道126號（日语：国道126号）。
- 1955年（昭和30年）2月11日
  - 旭市大字イ字椎柴野編入。
  - 香取郡豐里村（日语：豊里村 (千葉県)）編入。
- 1956年（昭和31年）4月10日－海上郡豐岡村（日语：豊岡村 (千葉県海上郡)）編入。
- 1957年（昭和32年）3月31日－部分地區併入海上郡飯岡町（日语：飯岡町）（現旭市）。
- 1962年（昭和37年）12月11日－銚子大橋（日语：銚子大橋）通車。
- 1965年（昭和40年）－制定國道356號（日语：国道356号）。
- 2000年（平成12年）3月18日－利根海鷗大橋（日语：利根かもめ大橋）通車。

### 行政區域變遷
- 變遷年表

| 銚子市市域變遷（年表） | 銚子市市域變遷（年表） | 銚子市市域變遷（年表） |
| 年                     | 月日                   | 現銚子市町域相關行政區域變遷 |
| ---------------------- | ---------------------- | --- |
| 1889年（明治22年）     | 4月1日                 | 町村制施行，成立以下町村。 - 海上郡 - 銚子町 ← 新生村、荒野村、今宮村 - 本銚子町 ← 飯沼村單獨施行町制 - 伊豆原村 ← 松本村、本城村、長塚村 - 豐浦村 ← 小川戶村、邊田村、三崎村 - 高神村 ← 高神村が単独で村制施行 - 海上村 ← 松岸村、垣根村、四日市場村、余山村、柴崎村、高野村、三宅村、赤塚村 - 椎芝村 ← 野尻村・小船木村・塚本村・忍村・猿田村 - 船木村 ← 高田村、蘆崎村、岡野台村、船木台村、三門村、中島村、正明寺村 - 豐岡村 ← 塙村、八木村、小濱村、親田村、常世田村 - 香取郡 - 豐里村 ← 下櫻井村、富川村、下森戶村、諸持村、宮原村、東笹本村 |
| 1891年（明治24年）     | 1月26日                | 椎芝村改稱椎柴村。 |
| 1891年（明治24年）     | 8月14日                | 伊豆原村施行町制，改稱西銚子町。 |
| 1933年（昭和8年）      | 2月11日                | 銚子町、本銚子町、西銚子町、豐浦村合併成立銚子市。 |
| 1937年（昭和12年）     | 2月11日                | 高神村、海上村編入銚子市。 |
| 1954年（昭和29年）     | 3月31日                | 部分豐岡村（塙與八木部分地區）與飯岡町、三川村合併成立飯岡町。 |
| 1954年（昭和29年）     | 4月1日                 | 船木村、椎柴村編入銚子市。 |
| 1955年（昭和30年）     | 2月11日                | 香取郡豐里村編入銚子市。 |
| 1956年（昭和31年）     | 4月10日                | 豐岡村編入銚子市。 |
| 1958年（昭和33年）     |                        | 部分飯岡町編入（三川一部分）銚子市。 |

- 變遷表

| 銚子市市域變遷表（※省略小變遷） | 銚子市市域變遷表（※省略小變遷） | 銚子市市域變遷表（※省略小變遷） | 銚子市市域變遷表（※省略小變遷） | 銚子市市域變遷表（※省略小變遷） | 銚子市市域變遷表（※省略小變遷） | 銚子市市域變遷表（※省略小變遷） | 銚子市市域變遷表（※省略小變遷） |
| 1868年 以前                     | 1868年 以前                     | 1868年 以前                     | 明治22年 4月1日                 | 明治22年 - 昭和64年             | 明治22年 - 昭和64年             | 平成元年－現在                  | 現在                            |
| ------------------------------- | ------------------------------- | ------------------------------- | ------------------------------- | ------------------------------- | ------------------------------- | ------------------------------- | ------------------------------- |
| 海上郡                          |                                 | 新生村                          | 銚子町                          | 銚子町                          | 昭和8年2月11日 銚子市           | 銚子市                          | 銚子市                          |
| 海上郡                          | 荒野村                          |                                 | 銚子町                          | 銚子町                          | 昭和8年2月11日 銚子市           | 銚子市                          | 銚子市                          |
| 海上郡                          | 今宮村                          |                                 | 銚子町                          | 銚子町                          | 昭和8年2月11日 銚子市           | 銚子市                          | 銚子市                          |
| 海上郡                          |                                 | 飯沼村                          | 本銚子町                        | 本銚子町                        | 昭和8年2月11日 銚子市           | 銚子市                          | 銚子市                          |
| 海上郡                          |                                 | 松本村                          | 伊豆原村                        | 明治24年8月14日 改稱西銚子町    | 昭和8年2月11日 銚子市           | 銚子市                          | 銚子市                          |
| 海上郡                          | 本城村                          |                                 | 伊豆原村                        | 明治24年8月14日 改稱西銚子町    | 昭和8年2月11日 銚子市           | 銚子市                          | 銚子市                          |
| 海上郡                          | 長塚村                          |                                 | 伊豆原村                        | 明治24年8月14日 改稱西銚子町    | 昭和8年2月11日 銚子市           | 銚子市                          | 銚子市                          |
| 海上郡                          |                                 | 小川戶村                        | 豐浦村                          | 豐浦村                          | 昭和8年2月11日 銚子市           | 銚子市                          | 銚子市                          |
| 海上郡                          | 邊田村                          |                                 | 豐浦村                          | 豐浦村                          | 昭和8年2月11日 銚子市           | 銚子市                          | 銚子市                          |
| 海上郡                          | 三崎村                          |                                 | 豐浦村                          | 豐浦村                          | 昭和8年2月11日 銚子市           | 銚子市                          | 銚子市                          |
| 海上郡                          |                                 | 高神村                          | 高神村                          | 高神村                          | 昭和12年2月11日 編入銚子市      | 銚子市                          | 銚子市                          |
| 海上郡                          |                                 | 松岸村                          | 海上村                          | 海上村                          | 昭和12年2月11日 編入銚子市      | 銚子市                          | 銚子市                          |
| 海上郡                          | 垣根村                          |                                 | 海上村                          | 海上村                          | 昭和12年2月11日 編入銚子市      | 銚子市                          | 銚子市                          |
| 海上郡                          | 四日市場村                      |                                 | 海上村                          | 海上村                          | 昭和12年2月11日 編入銚子市      | 銚子市                          | 銚子市                          |
| 海上郡                          | 余山村                          |                                 | 海上村                          | 海上村                          | 昭和12年2月11日 編入銚子市      | 銚子市                          | 銚子市                          |
| 海上郡                          | 柴崎村                          |                                 | 海上村                          | 海上村                          | 昭和12年2月11日 編入銚子市      | 銚子市                          | 銚子市                          |
| 海上郡                          | 高野村                          |                                 | 海上村                          | 海上村                          | 昭和12年2月11日 編入銚子市      | 銚子市                          | 銚子市                          |
| 海上郡                          | 三宅村                          |                                 | 海上村                          | 海上村                          | 昭和12年2月11日 編入銚子市      | 銚子市                          | 銚子市                          |
| 海上郡                          | 赤塚村                          |                                 | 海上村                          | 海上村                          | 昭和12年2月11日 編入銚子市      | 銚子市                          | 銚子市                          |
| 海上郡                          |                                 | 高田村                          | 船木村                          | 船木村                          | 昭和29年4月1日 編入銚子市       | 銚子市                          | 銚子市                          |
| 海上郡                          | 蘆崎村                          |                                 | 船木村                          | 船木村                          | 昭和29年4月1日 編入銚子市       | 銚子市                          | 銚子市                          |
| 海上郡                          | 岡野台村                        |                                 | 船木村                          | 船木村                          | 昭和29年4月1日 編入銚子市       | 銚子市                          | 銚子市                          |
| 海上郡                          | 船木台村                        |                                 | 船木村                          | 船木村                          | 昭和29年4月1日 編入銚子市       | 銚子市                          | 銚子市                          |
| 海上郡                          | 三門村                          |                                 | 船木村                          | 船木村                          | 昭和29年4月1日 編入銚子市       | 銚子市                          | 銚子市                          |
| 海上郡                          | 中島村                          |                                 | 船木村                          | 船木村                          | 昭和29年4月1日 編入銚子市       | 銚子市                          | 銚子市                          |
| 海上郡                          | 正明寺村                        |                                 | 船木村                          | 船木村                          | 昭和29年4月1日 編入銚子市       | 銚子市                          | 銚子市                          |
| 海上郡                          |                                 | 野尻村                          | 椎芝村                          | 明治24年1月26日 改稱椎柴村      | 昭和29年4月1日 編入銚子市       | 銚子市                          | 銚子市                          |
| 海上郡                          | 小船木村                        |                                 | 椎芝村                          | 明治24年1月26日 改稱椎柴村      | 昭和29年4月1日 編入銚子市       | 銚子市                          | 銚子市                          |
| 海上郡                          | 塚本村                          |                                 | 椎芝村                          | 明治24年1月26日 改稱椎柴村      | 昭和29年4月1日 編入銚子市       | 銚子市                          | 銚子市                          |
| 海上郡                          | 忍村                            |                                 | 椎芝村                          | 明治24年1月26日 改稱椎柴村      | 昭和29年4月1日 編入銚子市       | 銚子市                          | 銚子市                          |
| 海上郡                          | 猿田村                          |                                 | 椎芝村                          | 明治24年1月26日 改稱椎柴村      | 昭和29年4月1日 編入銚子市       | 銚子市                          | 銚子市                          |
| 海上郡                          |                                 | 小濱村                          | 豐岡村 一部分                   | 豐岡村一部分                    | 昭和31年7月1日 編入銚子市       | 銚子市                          | 銚子市                          |
| 海上郡                          | 親田村                          |                                 | 豐岡村 一部分                   | 豐岡村一部分                    | 昭和31年7月1日 編入銚子市       | 銚子市                          | 銚子市                          |
| 海上郡                          | 常世田村                        |                                 | 豐岡村 一部分                   | 豐岡村一部分                    | 昭和31年7月1日 編入銚子市       | 銚子市                          | 銚子市                          |
| 海上郡                          | 八木村一部分                    |                                 | 豐岡村 一部分                   | 豐岡村一部分                    | 昭和31年7月1日 編入銚子市       | 銚子市                          | 銚子市                          |
| 香取郡                          |                                 | 下櫻井村                        | 豐里村                          | 豐里村                          | 昭和30年2月11日 編入銚子市      | 銚子市                          | 銚子市                          |
| 香取郡                          | 富川村                          |                                 | 豐里村                          | 豐里村                          | 昭和30年2月11日 編入銚子市      | 銚子市                          | 銚子市                          |
| 香取郡                          | 下森戶村                        |                                 | 豐里村                          | 豐里村                          | 昭和30年2月11日 編入銚子市      | 銚子市                          | 銚子市                          |
| 香取郡                          | 諸持村                          |                                 | 豐里村                          | 豐里村                          | 昭和30年2月11日 編入銚子市      | 銚子市                          | 銚子市                          |
| 香取郡                          | 宮原村                          |                                 | 豐里村                          | 豐里村                          | 昭和30年2月11日 編入銚子市      | 銚子市                          | 銚子市                          |
| 香取郡                          | 東笹本村                        |                                 | 豐里村                          | 豐里村                          | 昭和30年2月11日 編入銚子市      | 銚子市                          | 銚子市                          |

## 行政

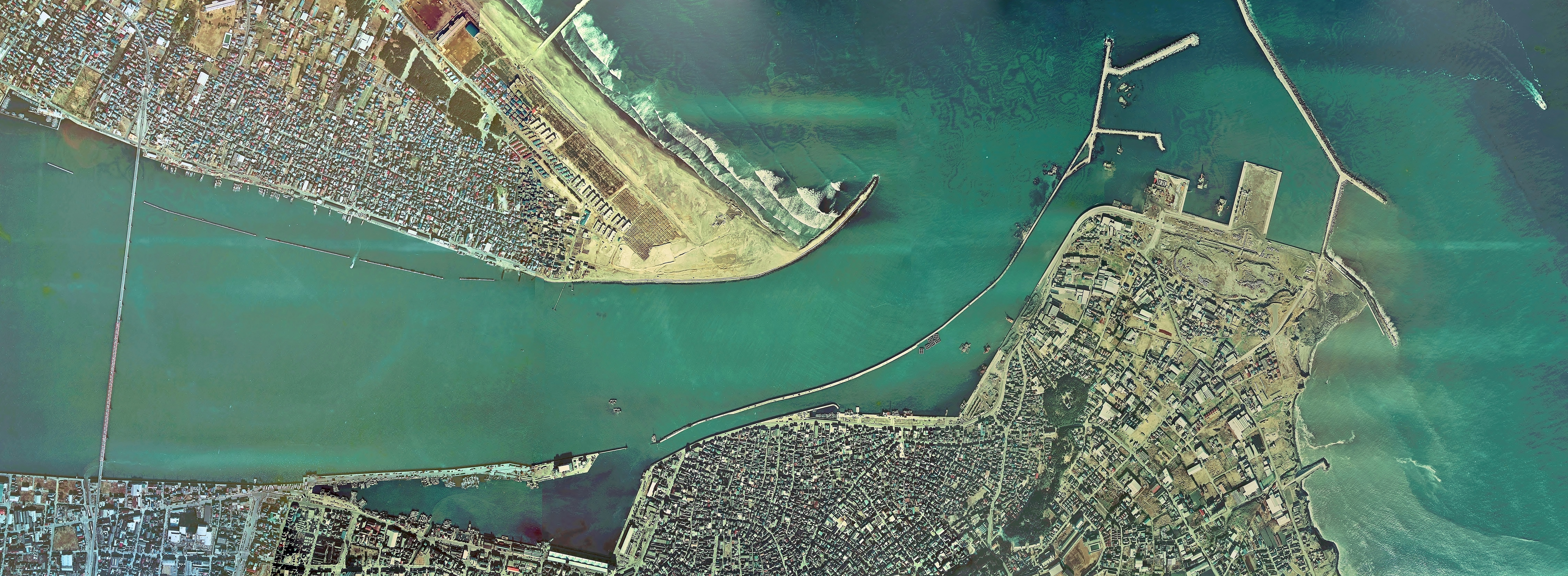
利根川河口與銚子漁港周邊的空中攝影照。入口狹窄內部寬廣的地形稱作「銚子口」

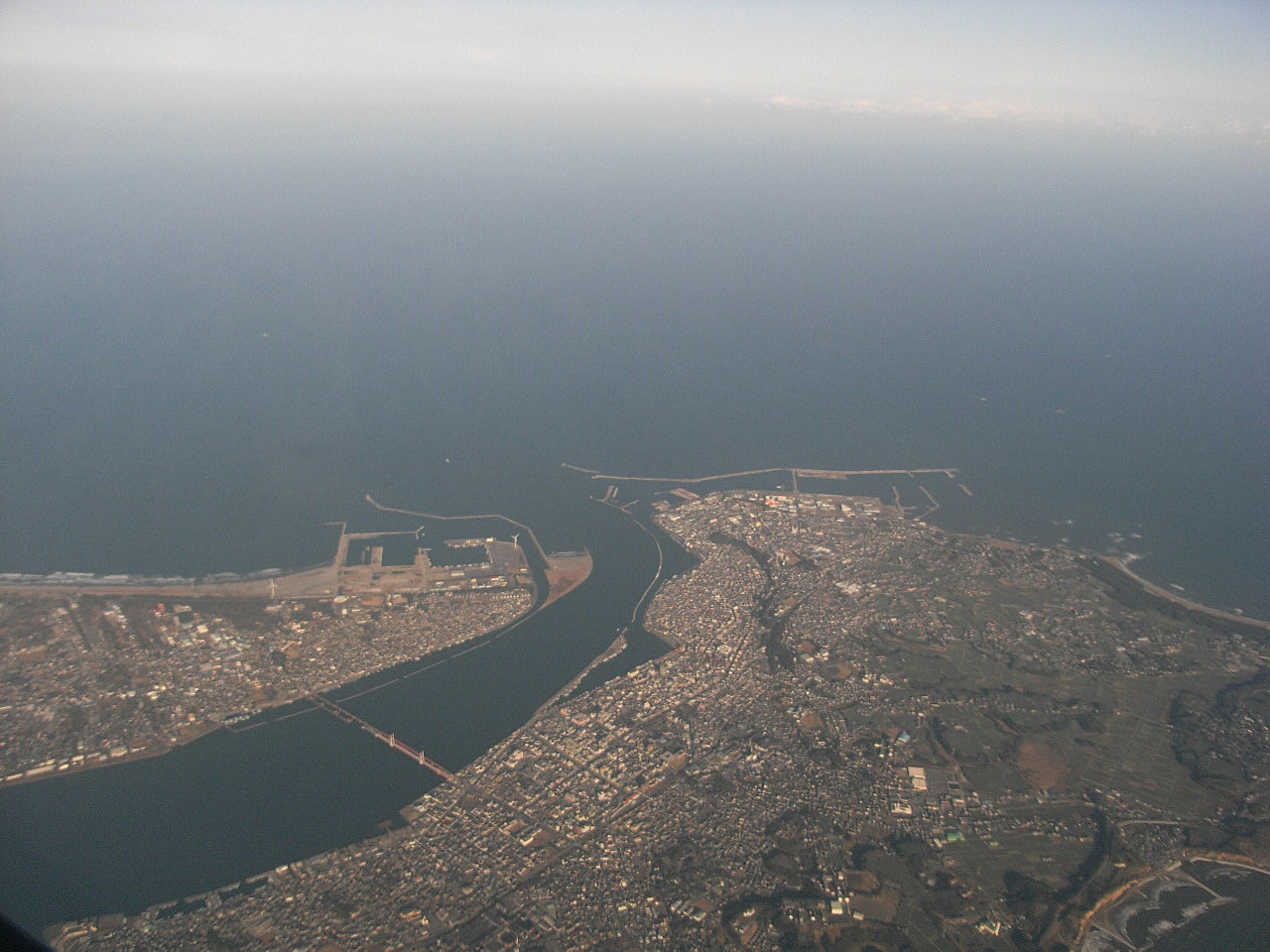
利根川河口與銚子市區

- 銚子市長　越川信一

### 行政機關

#### 警察
- 銚子警察署（日语：銚子警察署） (管轄銚子全域)

#### 消防
- 銚子市消防署（日语：銚子市消防本部） (管轄銚子市全域)
- 消防團(全9分團)
  - 第一分團 舊高神村及潮見町地區
  - 第二分團 舊本銚子町地區
  - 第三分團 舊銚子町、舊豐浦村及大橋町地區
  - 第五分團 舊西銚子町地區
  - 第六分團 舊海上村地區
  - 第七分團 舊船木村地區
  - 第八分團 舊椎柴村地區
  - 第九分團 舊豐里村地區
  - 第十分團 舊豐岡村地區

### 國家機關
- 銚子簡易裁判所（日语：銚子簡易裁判所）
- 法務省銚子區檢察廳（日语：銚子区検察庁）
- 財務省橫濱稅關千葉稅關支署銚子監視署
- 國稅廳東京國稅局銚子稅務署（日语：税務署）
- 厚生勞動省千葉勞動局（日语：千葉労働局）銚子勞動基準監督署（日语：労働基準監督署）
- 厚生勞動省千葉労働局銚子公共職業安定所（日语：公共職業安定所）（HelloWork銚子）
- 國土交通省関東地方整備局利根川下流河川事務所銚子出張所
- 海上保安廳第三管區海上保安本部銚子海上保安部
- 氣象廳銚子地方氣象台

### 縣機關
- 千葉縣海匝地域整備中心銚子整備事務所
- 千葉縣海匝健康福祉中心（海匝保健所）
- 千葉縣銚子兒童相談所
- 千葉縣銚子水產事務所
- 千葉縣教育廳北總教育事務所東總研修所
- 旭縣稅事務所銚子支所

## 立法

### 市議會
- 席次：21名
- 任期：2011年（平成23年）5月1日～2015年（平成27年）4月30日
- 議長：根本茂（市民俱樂部、第3任）
- 副議長：宮內和宏（自由派、第2任）

| 黨派                     | 席次 | 議員名（◎為代表）                                         |
| ------------------------ | ---- | --------------------------------------------------------- |
| 市民俱樂部（市民クラブ） | 6    | ◎岩井文男、地下誠幸、根本茂、宮川雅夫、石上允康、宮內昭三 |
| 市民之會                 | 4    | ◎加瀨竹二、廣野恭代、秋元賢二、釜谷藤男                   |
| 銚友會                   | 2    | ◎桑村邦博、鈴木一實                                       |
| 日本共產黨               | 2    | ◎三浦真清、笠原幸子                                       |
| 新政會                   | 2    | ◎伊藤隆司、鎌倉金                                         |
| 自由派（リベラル）       | 2    | ◎加瀨庫藏、宮內和宏                                       |
| 公明黨                   | 2    | ◎櫻井隆、星伸人                                           |
| 綠之會                   | 1    | 工藤忠男                                                  |

※2014年4月3日現在。

### 千葉縣議會（銚子市選舉區）
- 席次：2名
- 任期：2011年（平成23年）4月30日～2015年（平成27年）4月29日

| 姓名     | 黨派                       | 當選次數 |
| -------- | -------------------------- | -------- |
| 石毛之行 | 自由民主黨千葉縣議會議員會 | 3        |
| 信田光保 | 自由民主黨千葉縣議會議員會 | 3        |

※2014年4月3日資料。

## 地域

### 人口
銚子市是縣內次於千葉市施行市政的自治體，曾是活躍的港町。現在，人口減少率為縣內第三，已出現少子高齡化現象。過去作為東總地域的中心都市，現在就業活動與商圈逐漸移往鄰近的旭市與茨城縣神栖市，市內缺乏活力，主要活動以觀光及水產業等為主。依據千葉縣估計，2000年至2030年將減少29,490人，人口減少率約37.5%，衰退程度位居縣內第一。

#### 人口構成
| 銚子市人口分布圖 |                                               |  |
| 銚子市與日本全國年齡別人口分布比較圖 （2005年資料） | 銚子市的年齡、男女別人口分布圖 （2005年資料） |  |
| ■紫色是銚子市 ■綠色是全国 | ■藍色是男性 ■紅色是女性                       |  |
| 銚子市人口變化 \| 1970年 \| 90,415人 \| \| \| 1975年 \| 90,374人 \| \| \| 1980年 \| 89,416人 \| \| \| 1985年 \| 87,883人 \| \| \| 1990年 \| 85,138人 \| \| \| 1995年 \| 82,180人 \| \| \| 2000年 \| 78,697人 \| \| \| 2005年 \| 75,020人 \| \| \| 2010年 \| 70,210人 \| \| \| 2015年 \| 64,415人 \| \| \| 2020年 \| 58,431人 \| \| |                                               |  |
| 資料來源：日本總務省統計中心提供之人口普查數據 |                                               |  |
| 1970年 | 90,415人                                      |  |
| 1975年 | 90,374人                                      |  |
| 1980年 | 89,416人                                      |  |
| 1985年 | 87,883人                                      |  |
| 1990年 | 85,138人                                      |  |
| 1995年 | 82,180人                                      |  |
| 2000年 | 78,697人                                      |  |
| 2005年 | 75,020人                                      |  |
| 2010年 | 70,210人                                      |  |
| 2015年 | 64,415人                                      |  |
| 2020年 | 58,431人                                      |  |

### 健康與福祉
銚子市以財政困難為由，宣布市內的中核醫院銚子市立總合醫院在2008年（平成20年）9月30日休院。

## 產業

### 漁業
- 銚子漁港（日语：銚子漁港）
年漁獲量全國第1位（2009年、22萬3739噸）
年漁獲額全國第6位（2009年、233億7089萬日圓）
- 外川漁港（日语：外川漁港）

### 工業
銚子市為著名醬油生產地（YAMASA醬油）。此外，銚子漁港與犬吠埼等觀光也是本市重要產業。醬油材料的大豆由鹿島港輸入，生產過程產生的大豆渣則是鹿島臨海工業波崎地區飼料工廠的原料。本市與市琥珀產地。
市內有許多風力發電設備，大半位在以屏風浦為中心的高地。
- 銚子屏風浦風力開發
  - 銚子屏風浦風力發電所 1,500kW機（1座）
  - 銚子小濱風力發電所 1,500kW機（1座）
- 銚子風力開發
  - 銚子風力發電所 1,500kW機（9座）
  - 八木風力發電所 1,500kW機（6座）

其他風力發電：
- エムウインズ
  - 銚子潮騷（しおさい）風力発電所 1,500kW機（2座）
- 堀江商店
  - 銚子新町風力發電所 1,980kW機（1座）
- 黑潮風力發電（くろしお風力発電）
  - 銚子高田町風力發電所 1,990kW機（1座）
  - 椎柴風力發電所 1,990kW機（5座）
- 台町自然環境能源研究所（台町自然環境エネルギー研究所）
  - 台町風力發電事業 640kW機（1座）
- 銚子風力農場（銚子ウィンドファーム）
  - 銚子風力農場（銚子ウィンドファーム） 1,500kW機（7座）

## 姊妹、提攜都市

### 海外
- 庫斯灣市（英语：Coos Bay, Oregon）（美國俄勒岡州）
- 黎牙實比市（菲律賓阿爾拜省）

## 教育

### 學校

#### 幼稚園
- 銚子市立海上幼稚園
- 銚子市立春日幼稚園
- 銚子市立椎柴幼稚園
- 銚子市立清水幼稚園
- 銚子市立豐里幼稚園
- 銚子市立本城幼稚園
- 銚子市立船木幼稚園
- 私立飯沼幼稚園
- 私立銚子幼稚園

#### 小學校
- 銚子市立飯沼小學校
- 銚子市立海上小學校
- 銚子市立春日小學校
- 銚子市立猿田小學校
- 銚子市立椎柴小學校
- 銚子市立清水小學校
- 銚子市立高神小學校
- 銚子市立豐岡小學校
- 銚子市立豐里小學校
- 銚子市立双葉小學校
- 銚子市立船木小學校
- 銚子市立本城小學校
- 銚子市立明神小學校

#### 中學校
- 銚子市立第一中學校
- 銚子市立第二中學校
- 銚子市立第三中學校
- 銚子市立銚子中學校[4]
- 銚子市立第五中學校
- 銚子市立第六中學校
- 銚子市立第七中學校

#### 高等學校
- 千葉縣立銚子高等學校（日语：千葉県立銚子高等学校）
- 千葉縣立銚子商業高等學校（日语：千葉県立銚子商業高等学校）
- 銚子市立銚子高等學校（日语：銚子市立銚子高等学校）

#### 特別支援學校
- 千葉縣立銚子特別支援學校

#### 大學
- 千葉科學大學（日语：千葉科学大学）

## 交通

### 鐵路
東日本旅客鐵道（JR東日本）
- 總武本線：猿田站 - 松岸站 - 銚子站
- 成田線：下總豐里站 - 椎柴站 - 松岸站

銚子電氣鐵道
- 銚子電氣鐵道線：銚子站 - 仲之町站 - 觀音站 - 本銚子站 - 笠上黑生站 - 西海鹿島站 - 海鹿島站 - 君濱站 - 犬吠站 - 外川站
  - 全線都位於市內。

### 路線巴士

#### 高速巴士
- 大阪－銚子線（日语：大阪 - 銚子線）：湊町BT（日语：大阪シティエアターミナル）、難波高速客運總站、高速京田邊、京都站－佐原站北口、銚子站 （千葉交通、南海巴士（日语：南海バス）） ※夜行
- 利根Liner（佐原線）：濱松町BT、東京站－佐原站北口、豐里、高速松岸、銚子站 （千葉交通）
- 利根Liner（小見川線）：濱松町BT、東京站－佐原香取・豐里、高速松岸、銚子站、陣屋町 （千葉交通）
- 犬吠號（旭線）：濱松町BT、東京站－旭中央醫院東（日语：総合病院国保旭中央病院）－高速八木、永旺銚子（日语：イオン銚子ショッピングセンター）、銚子站、陣屋町、犬吠埼（日语：犬吠埼）、犬吠埼太陽之里 （千葉交通、京成巴士）
- 銚子～千葉、幕張線：免許中心（日语：千葉運転免許センター）、海濱幕張站、千葉中央站、千葉站－高速八木、陣屋町 （千葉交通） ※平日1來回

#### 一般路線巴士
- 千葉交通
- 千葉交計程車（日语：千葉交タクシー）
- 關東鐵道

### 道路
- 一般國道
  - 國道124號（日语：国道124号）
  - 國道126號（日语：国道126号）
  - 國道356號（日语：国道356号）
- 收費道路
  - 銚子新大橋收費道路（日语：銚子新大橋有料道路）（利根海鷗大橋收費道路）
- 主要地方道
  - 千葉縣道37號銚子停車場線（日语：千葉県道37号銚子停車場線）
  - 千葉縣道71號銚子旭線（日语：千葉県道71号銚子旭線）
  - 千葉縣道73號銚子海上線（日语：千葉県道73号銚子海上線）
  - 千葉縣道74號多古笹本線（日语：千葉県道74号多古笹本線）
- 一般縣道
  - 千葉縣道198號銚子波崎線（日语：千葉県道・茨城県道198号銚子波崎線）
  - 千葉縣道211號飯岡猿田停車場線（日语：千葉県道211号飯岡猿田停車場線）
  - 千葉縣道216號飯岡松岸停車場線（日语：千葉県道216号飯岡松岸停車場線）
  - 千葉縣道244號外川港線（日语：千葉県道244号外川港線）
  - 千葉縣道254號銚子公園線（日语：千葉県道254号銚子公園線）
  - 千葉縣道286號愛宕山公園線（日语：千葉県道286号愛宕山公園線）
- 自行車道
  - 千葉縣道404號銚子小見川佐原自行車道線（日语：千葉県道404号銚子小見川佐原自転車道線）

### 港灣
銚子是北上的「黑潮」與南下的「親潮」交會處，漁獲量極大。此外，銚子港的沙丁魚捕獲量在日本名列前茅，但與1988年（昭和63年）的最高峰相比僅剩百分之一。
- 名洗港

## 知名人士
- 木樽正明（職棒選手）
- 國木田獨步（作家）
- 菊地秀行（作家）
- 篠塚和典（職棒選手、教練）

## 景點、古蹟、觀光地、祭典、活動
- 犬吠埼燈台（日语：犬吠埼燈台）

- 犬吠埼溫泉（日语：犬吠埼温泉）
- 銚子電鐵
- 銚子港（日语：銚子漁港）
- 屏風浦

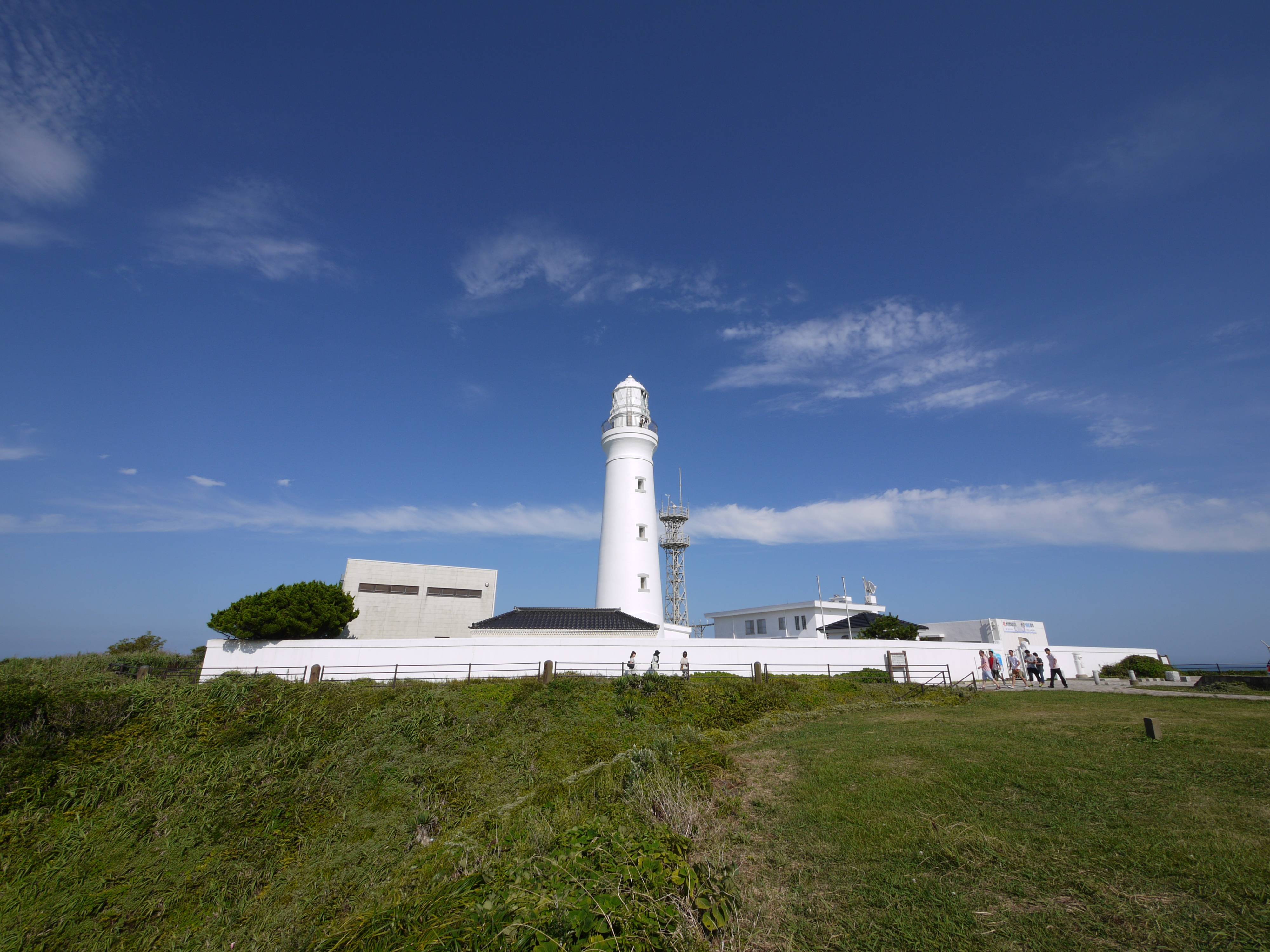
犬吠埼燈塔

- 地球是圓的山丘展望館（地球の丸く見える丘展望館）
- 銚子港塔、WOSSE21（銚子ポートタワー・ウォッセ21）
- 銚子海洋研究所（賞鯨、海豚）
- 君濱…「日本海岸百選（日语：日本の渚百選）」之一
- 圓福寺（日语：円福寺 (銚子市)）（坂東三十三觀音27番、飯沼觀音）
- 滿願寺（坂東三十三觀音番外）
- 常燈寺（日语：常燈寺）
  - 木造藥師如來坐像（國家重要文化財）
  - 本堂、宮殿、棟札（千葉縣指定文化財）
- 猿田神社（日语：猿田神社）
- 渡海神社（日语：渡海神社）
- 海上八幡宮（日语：海上八幡宮）
- 外川街景（江戶時代的計畫都市）
- 瑞鶴莊跡（伏見宮貞愛親王別邸）
- 中島城（海上城）
- 野尻古墳群

## 特產、地酒
- 沙丁魚、鯖魚、竹筴魚、秋刀魚、鰹、鮪魚、比目魚、小銀綠鰭魚、紅金眼鯛
- 高麗菜
- 哈密瓜
- 醬油（YAMASA醬油（日语：ヤマサ醤油）、Higeta醬油（日语：ヒゲタ醤油））
- 濕仙貝（日语：ぬれ煎餅）（柏屋、石神（イシガミ）、福屋、銚子電鐵等）
- 水產罐頭
- 藤製品
- 銚子縮
- （酒）銚子之譽、祥兆、德明

## 活動
大潮祭（舊曆6月15日）、金目鯛祭（きんめだいまつり）（7月）、港祭（みなとまつり）（8月）、產業祭（10月）

## 備註
1. ↑  角川日本地名大辞典編纂委員会『角川日本地名大辭典 12 千葉県』、角川書店、1984年 ISBN 4040011201
より
2. ↑  千葉県総務部市町村課 的存檔，存档日期2005-12-19.「合併推進構想策定に当たっての県の考え方 人口・高齢化等の現況と2030年までの見通し - 少子・高齢化の進展-」より。
3. ↑  銚子市行政改革推進 的存檔，存档日期2010-02-02.「市民の皆さまへ 銚子市立総合病院を休止します」
4. ↑  . 銚子市教育委員會.   [2013-04-13]. （原始内容存档于2013-06-13）.

## 外部連結
- 銚子市観光協會 （页面存档备份，存于）
- 銚子商工會議所